# Gigono
Gigono (en griego, Γίγωνος) fue una antigua ciudad griega de la península Calcídica. 
Es citada por Heródoto como una de las ciudades —junto a Lipaxo, Combrea, Lisas, Campsa, Esmila y Enea— situadas en las proximidades del golfo Termaico, en una región llamada Crosea, cercanas a la península de Palene donde Jerjes reclutó tropas en su expedición del año 480 a. C. contra Grecia.
Posteriormente la ciudad perteneció a la liga de Delos puesto que aparece en una lista de tributos a Atenas en 434/3 a. C.
Gigono es también citada por Tucídides como el lugar donde los atenienses, bajo el mando de Calias, establecieron un campamento el año 432 a. C. cuando se dirigían contra Potidea.
Estaba situada a unos 20 km al noroeste de Potidea.